# 索马里共和国
索马里共和国（索马里语: Jamhuuriyadda Soomaaliyeed，意大利语: Repubblica Somala，阿拉伯语: جمهورية الصومال）是索马里1960年由索马里兰托管地（前意属索马里）和索马里兰国（前英属索马里）合并独立后的官方名字。 该政府由阿卜杜拉希·伊萨与其他的托管地和保护国政府成员组成，哈吉·哈巴希尔伊斯梅尔·优素福担任国家大会主席，亚丁·阿卜杜拉·奥斯曼·达尔担任索马里共和国总统，和阿卜迪拉希德·阿里·舍马克担任总理。1961年6月20日，索马里人民通过全民公投批准了由1960年第一次起草的新宪法 。最高革命委员会（SRC）通过不流血政变取得了政权，把国名更名为索马里民主共和国，索马里共和国历时9年后终结。